# Lopidea balli
Lopidea balli är en insektsart som beskrevs av Knight 1923. Lopidea balli ingår i släktet Lopidea och familjen ängsskinnbaggar. Inga underarter finns listade i Catalogue of Life.